# Hyperkählermannigfaltigkeit
In der Differentialgeometrie, einem Teilgebiet der Mathematik, ist eine Hyperkählermannigfaltigkeit eine {\displaystyle 4n}-dimensionale Riemannsche Mannigfaltigkeit {\displaystyle (M,g)}, deren Holonomiegruppe eine Untergruppe der kompakten symplektischen Gruppe {\displaystyle Sp(n)} ist. Äquivalent hat sie drei Kähler-Strukturen {\displaystyle I,J,K}, die den von den Quaternionen bekannten Relationen {\displaystyle I^{2}=J^{2}=K^{2}=IJK=-Id} genügen.
Die Riemannsche Metrik {\displaystyle g} heißt dann Hyperkählermetrik. Hyperkählermannigfaltigkeiten haben verschwindende Ricci-Krümmung und sind insbesondere Calabi-Yau-Mannigfaltigkeiten.

## Beispiele
- Die komplex 2-dimensionalen Hyperkählermannigfaltigkeiten sind die K3-Flächen und die komplexen Tori {\displaystyle \mathbb {C} ^{2}/\Gamma }.
- Hilbert-Schemata von Punkten auf K3-Flächen sind Hyperkählermannigfaltigkeiten.
- Verallgemeinerte Kummer-Flächen sind Hyperkählermannigfaltigkeiten.
- Wenn eine kompakte Kähler-Mannigfaltigkeit holomorph symplektisch ist, dann ist sie eine Hyperkählermannigfaltigkeit.